# Murád Málkí
Mourad Melki (arabul: مراد المالكي; Jérissa, 1975. május 9. –) tunéziai labdarúgó-középpályás.

## Pályafutása
1998 és 2003 között 20 alkalommal szerepelt a tunéziai válogatottban és két gólt szerzett. Részt vett az 1998-as és a 2002-es világbajnokságon.